# Euphrosine armadillo
Euphrosine armadillo är en ringmaskart som beskrevs av Sars 1851. Euphrosine armadillo ingår i släktet Euphrosine och familjen Euphrosinidae. Arten är reproducerande i Sverige. Inga underarter finns listade i Catalogue of Life.